# Bruxelles-Ingooigem 1972
La Bruxelles-Ingooigem 1972, venticinquesima edizione della corsa, si svolse il 14 giugno su un percorso con arrivo a Ingooigem. Fu vinta dal belga Tony Gakens della squadra Goldor-Ijsboerke davanti ai connazionali Eddy Verstraeten e Dirk Baert.

## Ordine d'arrivo (Top 10)
| Pos. | Corridore           | Squadra                          | Tempo |
| ---- | ------------------- | -------------------------------- | ----- |
| 1    | Tony Gakens         | Goldor-Ijsboerke                 |       |
| 2    | Eddy Verstraeten    | Watney-Avia                      |       |
| 3    | Dirk Baert          | Beaulieu-Flandria                |       |
| 4    | Willy Teirlinck     | Sonolor-Lejeune                  |       |
| 5    | Herman Vrijders     | Goldor-Ijsboerke                 |       |
| 6    | Frans Verbeeck      | Watney-Avia                      |       |
| 7    | Ludo Van Der Linden | Molteni                          |       |
| 8    | Ludo Van Staeyen    | Van Cauter-Magniflex-de Gribaldy |       |
| 9    | Rudy De Groote      | Novy-Dubble Bubble               |       |
| 10   | Rik Van Linden      | Van Cauter-Magniflex-de Gribaldy |       |